# H. Braakman & Co

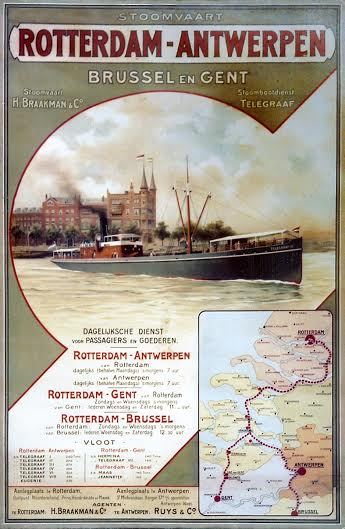
Een poster van de firma uit 1907

H. Braakman & Co was een cargadoorsfirma en rederij die van 1848 tot 1988 actief was in Nederland en België. Als rederij genoot de firma decennialang bekendheid door de met de Telegraaf-schepen uitgevoerde diensten van Rotterdam op Antwerpen en Brussel. Na de Tweede Wereldoorlog ontwikkelde het bedrijf zich tot een prominent vervoerder van nieuwe personenauto's per vrachtwagen.

## Voorgeschiedenis
De uit Duitsland afkomstige Hermann Heinrich Brackmann vestigde zich in 1811 in Rotterdam, waar hij aan de slag ging als havenarbeider. Later ging hij in zaken als koopman, expediteur en cargadoor, waarbij hij onder meer wekelijkse diensten op Antwerpen, Gent en Brussel liet uitvoeren. In de loop van 1847 besloot de inmiddels als Herman Hendrik Braakman bekendstaande ondernemer enkele familieleden in zijn firma op te nemen. De oprichtingsakte van H. Braakman & Co, per 1 januari 1848, vermeldt naast Braakman de namen van zijn dochter Henriëtte Toubeau, schoonzoon Herman Bernardus Jäger en neef (oomzegger) Herman Gerard Klüssener sr. Het startkapitaal van 18.000 gulden werd geheel door Braakman ingebracht. De dagelijkse leiding van de firma werd gevormd door Braakman en Klüssener.

## Bloeiperiode
Het ging de nieuwe firma voor de wind. De industrialisatie van Nederland en omringende landen zorgden voor een enorme toename in de vraag naar transport. De Nieuwe Waterweg, de uitstekende bevaarbaarheid van de Waal en de Akte van Mannheim voor liberalisatie van de Rijnvaart maakten van Rotterdam de poort naar het Duitse achterland. Antwerpen vervulde een vergelijkbare functie en Braakman verbond beide. Ook maakte de cargadoor de langzame omschakeling van zeil- naar stoomvaart van dichtbij mee. Tot aan 1888 werkte Braakman (& Co) waarschijnlijk via het systeem van tijdbevrachting om de diensten uit te (laten) voeren. 
In 1867 werd in Amsterdam een tweede kantoor geopend, later gevolgd door een derde in Roosendaal. In 1882 werd in Rotterdam een groter kantoor annex magazijn aan de Hertekade gehuurd.
Samen met de firma Ruys & Co kon Braakman in 1888 drie stoomschepen uit een faillissement overnemen. De Congo, de Jeanette en de Utrecht vormden het begin van de vloot van de expeditiefirma, die toen tevens een beurtvaartrederij werd. De verladersfirma Ruys & Co werd de vaste vertegenwoordiger in Antwerpen, met een alleenrecht op de zendingen vanuit die stad. Dat jaar werden ook nog de Anna en de Stad Gent aangeschaft, opnieuw in samenwerking met Ruys, later gevolgd door de nieuw gebouwde Eugenie en Herman, beide met een laadvermogen van rond de 250 ton.
Eind negentiende eeuw werd de vestiging aan de Hertekade te klein en de firma besloot een eigen complex te laten bouwen aan de oostpunt van het Noordereiland. De bouw van het karakteristieke kantoor, naar een ontwerp van Barend Hooijkaas jr., begon in 1904. Officieel heet de locatie Antwerpse Hoofd, maar het stond in de volksmond al snel bekend als de "Punt van Braakman".

### Telegraaf
De firma van Fop Smit zag in 1855 nog mogelijkheden voor een met de Spoorwegmaatschappij Antwerpen-Rotterdam concurrerend passagiersvervoer te water, in ruwweg hetzelfde verzorgingsgebied als dat van de vrachtvervoerder Braakman. Smit liet daartoe vier luxe raderstoomschepen bouwen, de Telegraaf I tot en met Telegraaf IV. De dienst met deze schepen werd gaandeweg beëindigd, maar dat verhinderde een andere rederij niet om met gelijknamige schepen vanaf 1872 in hetzelfde gebied diensten te onderhouden. In november 1895 kon Braakman deze in slechte staat verkerende schepen overnemen. Er volgde een inhaalslag voor wat betreft reparatie en nieuwbouw van (passagiers)schepen en vanwege de goede reputatie van de verbinding besloot Braakman voortaan alle nieuwe schepen Telegraaf te noemen, gevolgd door een Romeins cijfer.

### Tegenslagen
De lonen en leefomstandigheden van de havenarbeiders lieten in deze periode veel te wensen over. Er verschenen echter vakbonden in de haven en deze grepen tussen 1889 en 1907 meerdere keren naar het stakingswapen. De werkgevers sloten zich aaneen in de Vereeniging van Rotterdamsche Expediteurs, waarin ook Herman Johan Klüssener, zoon van Herman Gerard Klüssener sr., een rol speelde.
Ook werd de reder geplaagd door een aanzienlijk aantal aanvaringen en andere ongelukken met de vloot. Zo zonk de Jeanette maar liefst vier keer - en werd zij iedere keer weer gelicht. De Utrecht werd in het Nauw van Bath door een Engels schip in de grond gevaren en de Herman werd na problemen in de haven van Gent herdoopt in Hermina.

### Personen
Herman Braakman overleed in 1874. De vennoten uit de familie Jäger, de schoonzoon en een kleinzoon van Herman Braakman, overleden in de periode dat eigen schepen werden aangekocht en Klüssener overleed in 1897. Daarmee kwam de leiding van de firma in handen van de tweede en derde generatie Klüssener: Herman Johan en zijn zoon Martinus Dirk Jr. In maart 1909 werd Herman Johan benoemd tot Officier in de Orde van Oranje-Nassau. Hij kwam later dat jaar te overlijden.

De Telegraaf XVII van Cornelder, met kapitein J.T. Bogeholt op de brug. Groningen, 1913

Een zoon van Herman Johan, Herman Gerard Jr., wilde tot de firma toetreden, werd afgewezen door zijn halfbroer Martinus Dirk en begon vervolgens voor zichzelf. Daarbij maakte hij diensten op de havens van Ost-Friesland tot een succes. De schepen die hij in de vaart bracht, werden Telegraaf gedoopt, net als enkele van die van Braakman. Zijn Telegraaf XVI was het eerste motorschip met die naam. In 1911 werd hij, met zijn schepen en lijnen, partner in de Rotterdamse firma Ch. Cornelder & Zonen’s Scheepsagentuur. Halverwege de Eerste Wereldoorlog zag Cornelder zich genoodzaakt de Telegraaf-schepen naar Noorwegen te verkopen, waarop H.G. Klüssener jr. zich uit de directie terugtrok.

## Overgangstijd
In het eerste decennium van de twintigste eeuw leidden belastingwetten tot een reorganisatie, waarbij elk schip in een eigen werkmaatschappij werd ondergebracht. De vrachttarieven stonden lange tijd onder druk en daarmee de firma ook. Sommige concurrenten gingen failliet, waarna Braakman enkele schepen kon overnemen.
Aan het begin van de Eerste Wereldoorlog vervulden schepen en medewerkers van Braakman een grote rol bij de evacuatie van inwoners van Antwerpen. 1915 was een financieel topjaar voor de firma, maar een jaar later kwam de klad er goed in. In 1916 werd de kolenaanvoer vanuit Duitsland gestaakt en werd er rantsoenering ingesteld. Een jaar later zorgde de onbeperkte duikbootoorlog ervoor dat de scheepvaart onder meer rond Nederland ernstig gehinderd werd. Aan het eind van de oorlog lagen bijna alle schepen van Braakman verspreid door Nederland aan de kant.
Na een lang ziekbed overleed Martinus Dirk Klüssener op 29 juli 1919 in Utrecht. De vader van zijn echtgenote werd voorzitter van de Raad van Commissarissen. Er werd een nieuwe directie gevormd met drie leden die uit de eigen organisatie afkomstig waren. Met vallen en opstaan werd de wederopbouw ter hand genomen, oude lijnen heropend en nieuwe in het vaarschema opgenomen. Op de wegen verschenen steeds meer vrachtwagens die voor de beurtvaart een serieuze bedreiging bleken. Tijdens de Grote Depressie van de jaren 30 was dat extra voelbaar en van veel rederijen ging vanaf 1934 een toenemend aantal lijnen verloren. Door goede contacten met General Motors in Antwerpen kon Braakman zich redelijk handhaven. De reder vervoerde groeiende aantallen personenauto's, eerst als dekvracht en vanaf 1938 door zelf met speciale vrachtwagens (autotransporters) te gaan rijden.

## Tweede Wereldoorlog
Het hoofdkantoor van Braakman op het Noordereiland ging verloren als gevolg van eigen vuur, vlak voor het bombardement op Rotterdam, waarbij nog enkele schepen werden getroffen. Het duurde tot de herfst van dat jaar voordat de firma de diensten weer min of meer normaal kon uitvoeren. Vervangende kantoren en magazijnen worden ter beschikking gesteld door de Rotterdamsche Lloyd, van de familie Ruys, die inmiddels eigenaar was van de Firma v/h H. Braakman & Co. Later moest men schepen afstaan aan de Duitse bezetter en werden andere onder vuur genomen door Engelse vliegers. Daarbij ging de Telegraaf X met een deel van de bemanning verloren. Eind 1944 kwam de binnenvaart in Nederland goeddeels stil te liggen. Na de bevrijding had Braakman nog slechts twee schepen over en dertien andere moesten her en der in Europa opgespoord worden. Het zou tot in de jaren 50 duren voordat al deze schepen weer in de vaart waren.

## Vrachtwagens
De wederopbouw moest grotendeels met de schepen van start gaan, maar de directie voorzag vlak na de oorlog al een overgang naar wegtransport. Het vervoer van personenauto's van General Motors kon worden hervat en tegen 1950 was dit een bloeiend bedrijfsonderdeel. In 1955 verrees een nieuw magazijn- en kantoorcomplex op het Noordereiland. In hetzelfde jaar werd Mr. P.F. van de Wetering de Rooy als algemeen directeur aangetrokken. Hij zou deze functie 23 jaar bezetten en een volledige transitie naar wegtransport (mede) vorm geven. Op 9 april 1968 vertrok voor de laatste keer een Telegraaf van het Antwerpse Hoofd.
Na 1955 bleef Braakman zich sterk richten op vervoer van auto's. Het bedrijf introduceerde een nieuw type vrachtwagen op de wegen tussen Antwerpen en Rotterdam. Met de 6 voertuigen konden per jaar 45.000 auto's van de fabriek naar de dealers vervoerd worden. Na General Motors volgden verscheidene andere fabrikanten en in 1967 was Braakman marktleider op dit gebied, met 63 autotransporters op de weg.
In 1976 verliet Braakman Rotterdam voor het Brabantse Oosterhout, waar een nieuw bedrijfscomplex verrees met parkeergelegenheid voor 8.500 auto's. In deze tijd vervoerde de firma met 90 vrachtauto's jaarlijks zo'n 200.000 personenauto's.
In 1988 was eigenaar Nedlloyd verwikkeld in een richtingenstrijd. Halverwege dat jaar werd H. Braakman & Co afgestoten en verkocht aan Causse Walon S.A., een dochtermaatschappij van het Franse Chargeurs S.A. Wat er rest van Braakman maakt anno 2015 onderdeel uit van Walon BNL, een dienstverlener voor de auto-industrie.

## Vlootlijst (selectie)
| Naam            | Bouwjaar | In dienst | Afgevoerd | Type           | Tonnage |
| --------------- | -------- | --------- | --------- | -------------- | ------- |
| Anna            | 1868     | 1888      | 1892      | Stoomboot      | 172     |
| Congo           | 1887     | 1888      | 1895      | Stoomboot      | 179     |
| Eugenie         | 1891     | 1891      | 1939      | Stoomboot      | 230     |
| Herman          | 1895     | 1895      | 1902      | Stoomboot      | 247     |
| Telegraaf I     | 1878     | 1895      | 1934      | Stoomboot      | 250     |
| Telegraaf II    | 1896     | 1896      | 1934      | Stoomboot      | 220     |
| Telegraaf III   | 1897     | 1897      | 1944      | Raderstoomboot | 217     |
| Telegraaf IV    | 1856     | 1895      | 1896      | Stoomboot      | ca. 220 |
| Telegraaf IV    | 1898     | 1898      | 1928      | Stoomboot      | 260     |
| Telegraaf IV    | 1928     | 1928      | 1967      | Motorschip     | 289     |
| Telegraaf V     | 1901     | 1901      | 1963      | Stoomboot      | 355     |
| Telegraaf VI    | 1903     | 1904      | 1968      | Stoomboot      | 347     |
| Telegraaf VII   | 1904     | 1904      | 1931      | Stoomboot      | 152     |
| Telegraaf XI    | 1915     | 1915      | 1956      | Stoomboot      | 446     |
| Telegraaf XVIII | 1926     | 1926      | 1967      | Motorschip     | 439     |
| Telegraaf XX    | 1911     | 1927      | 1965      | Motorschip     | 315     |